# Marcelo Sarvas
Marcelo Sarvas (ur. 16 października 1981 w São Paulo) – brazylijski piłkarz występujący na pozycji pomocnika w DC United.

## Kariera
W latach juniorskich grał w wielu klubach w Brazylii (CA Ypiranga São Paulo, Corinthians Paulista São Paulo). Ostatecznie w wieku 21 lat trafił do pierwszego zespołu drużyny Corinthians Paulista. W kolejnym roku zmienił barwy klubowe, przechodząc do zespołu EC Noroeste Bauru. Kolejnym krokiem w karierze piłkarskiej Marcelo Sarvasa była przeprowadzka do Europy, a konkretnie do Szwecji. Został piłkarzem drużyny Karlskrona AIF. Następnie przeniósł się do drużyny Kristianstadt FF. Tam spędził kolejne dwa sezony. W tym czasie stał się jednym z najlepszych zawodników tej drużyny zdobywając 10 bramek oraz asystując w zdobyciu kolejnych 11. Dzięki dobrej grze, piłkarz mógł pozyskać kontrakt z bardziej znaną drużyną w Szwecji, Mjällby AIF. Po półtora roku gry, Marcelo stał się zawodnikiem Bunkeflo IF, gdzie grał przez kolejne 6 miesięcy. Wiosną 2009 roku stał się wolnym zawodnikiem i w maju rozpoczął treningi z Polonią Warszawa. Marcelo podpisał kontrakt z warszawską drużyną do czerwca 2010 roku, z możliwością przedłużenia go na kolejne dwa lata. W barwach Polonii zadebiutował oficjalnie 2 lipca 2009 roku, w meczu I rundy Ligi Europy przeciwko Budocnostowi Podgorica.
19 stycznia 2011 roku podpisał kontrakt z zespołem z Kostaryki LD Alajuelense.
Od stycznia 2012 roku do końca 2014 był zawodnikiem Los Angeles Galaxy. W 2015 grał w Colorado Rapids, a w 2016 trafił do DC United.